# Кирилл (Наконечный)
Митрополи́т Кири́лл (в миру Михаил Васильевич Наконечный; род. 15 мая 1961, Верхнечусовские Городки) — архиерей Русской православной церкви; с 8 декабря 2020 года — митрополит Казанский и Татарстанский, глава Татарстанской митрополии.
Тезоименитство: 9 [22] июня (преподобного Кирилла Белозерского).

## Биография
Родился 15 мая 1961 года в рабочей семье в посёлке городского типа Верхнечусовские Городки Чусовского района Пермской области. В 1978 году окончил среднюю школу.
25 октября 1980 года настоятелем Успенского кафедрального собора города Владимира архимандритом Алексием (Кутеповым) был пострижен в монашество с наречением имени Кирилл в честь Кирилла Белозерского. 26 октября архиепископом Владимирским и Суздальским Серапионом (Фадеевым) рукоположён в сан иеродиакона, после чего до священнической хиротонии служил в Успенском кафедральном соборе города Владимира.
6 мая 1981 года архиепископом Серапионом (Фадеевым) рукоположён в сан иеромонаха, после чего назначен клириком Троицкого собора города Александрова Владимирской области.
1 июня 1982 года назначен настоятелем Никольского храма города Киржача и благочинным церквей Киржачского округа, где служил по 19 марта 1984 года.
28 марта 1984 года назначен настоятелем Успенского кафедрального собора города Владимира, секретарём архиепископа Владимирского и Суздальского и благочинным церквей Владимирского округа.
7 апреля 1984 года архиепископом Владимирским и Суздальским Серапионом (Фадеевым) в Успенском кафедральном соборе города Владимира был возведён в сан архимандрита.
В 1986 году окончил Московскую духовную семинарию по сектору заочного обучения.
10 июня 1987 года, перейдя вслед за Серапионом (Фадеевым) в Молдавскую епархию, назначен им настоятелем Феодоро-Тироновского кафедрального собора Кишинёва, секретарём митрополита Кишиневского и Молдавского и благочинным церквей Кишинёвского округа.
Перейдя в клир Тульской епархии, куда перевели митрополита Серапиона (Фадеева), назначен 7 июля 1989 года секретарём митрополита Тульского и Белёвского и благочинным церквей Тульского городского округа.
9 октября 1995 года освобождён от должности секретаря и благочинного и назначен настоятелем Никольского храма на Ржавце города Тулы.

### Архиерейство

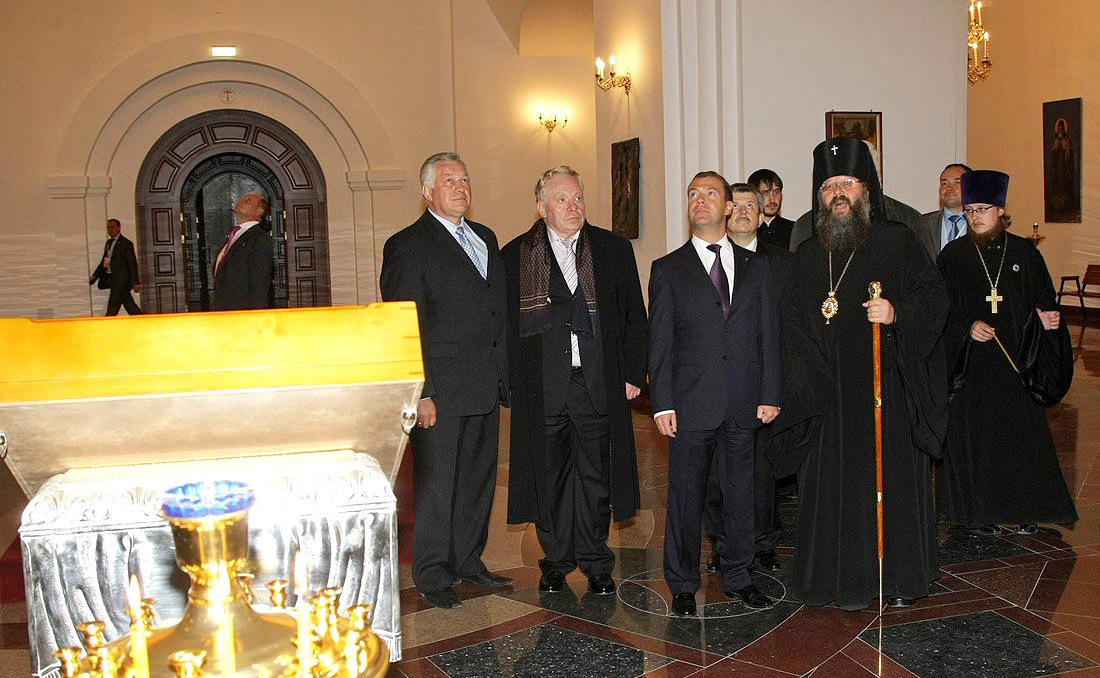
Архиепископ Кирилл показывает президенту России Дмитрию Медведеву новый Успенский собор в Ярославле. 2010

26 февраля 1998 года решением Священного синода по рекомендации митрополита Серапиона избран епископом Богородицким, викарием Тульской епархии, которую возглавлял митрополит Серапион.
15 марта 1998 года в Богоявленском кафедральном соборе Москвы рукоположён во епископа Богородицкого, викария Тульской епархии. Хиротонию совершили патриарх Московский и всея Руси Алексий II, митрополит Крутицкий и Коломенский Ювеналий (Поярков), архиепископ Солнечногорский Сергий (Фомин), архиепископ Алма-Атинский и Семипалатинский Алексий (Кутепов), архиепископ Тверской и Кашинский Виктор (Олейник), архиепископ Истринский Арсений (Епифанов), архиепископ Владимирский и Суздальский Евлогий (Смирнов), епископы Бронницкий Тихон (Емельянов), епископ Вологодский и Великоустюжский Максимилиан (Лазаренко), епископ Орехово-Зуевский Алексий (Фролов), епископ Красногорский Савва (Волков).
С 15 марта 1999 по 15 марта 2000 года — настоятель Всехсвятского кафедрального собора города Тулы.
19 июля 2000 года постановлением Священного синода определён быть епископом Тульским и Белёвским.
6 октября 2001 года Священный синод преобразовал Тульское духовное училище в семинарию и назначил епископа Кирилла её ректором.
7 октября 2002 года постановлением Священного синода определён быть епископом Ярославским и Ростовским. В связи с данным назначением 26 декабря Священный синод освободил его от должности ректора Тульской духовной семинарии.
25 февраля 2003 года возведён в сан архиепископа.
Был также ректором вновь открытой Ярославской духовной семинарии: в 2006—2007 годах и, повторно, с 27 июля 2009 года по 5 октября 2011 года.
Будучи участником Архиерейского и Поместного соборов в конце января 2009 года попал в некоторые «жёлтые» СМИ, когда 27 января в Москве был угнан его автомобиль стоимостью 1,5 млн рублей).
27 июля 2011 года решением Священного синода назначен архиепископом Екатеринбургским и Верхотурским. 5 октября назначен ректором Екатеринбургской духовной семинарии. 6 октября назначен главой новообразованной Екатеринбургской митрополии. 8 октября в Успенском соборе Троице-Сергиевой лавры патриархом Московским и всея Руси Кириллом возведён в сан митрополита.
С 28 декабря 2011 по 18 марта 2012 года и с 29 мая 2013 по 25 января 2014 года временно управлял Каменской епархией.
22 октября 2015 года освобождён от обязанностей ректора Екатеринбургской духовной семинарии.
8 декабря 2020 года решением Священного синода назначен митрополитом Казанским и Татарстанским, главой Татарстанской митрополии с освобождением его от управления Екатеринбургской епархией и выражением благодарности за понесённые архипастырские труды.
13 апреля 2021 года Священный синод утвердил митрополита Кирилла священноархимандритом Казанского Богородицкого мужского монастыря.
6 сентября 2023 года указом Патриарха Московского Кирилла митрополит Кирилл был назначен временно управляющим Оренбургской епархией.

## Общественная деятельность
В период украинского кризиса находящийся в ведении Екатеринбургской митрополии екатеринбургский храм во имя Святителя Иннокентия использовался также как место хранения гуманитарной помощи, отправляемой населению самопровозглашённой Луганской народной республики. Над храмом был вывешен флаг Новороссии. В храм обращались добровольцы, желавшие воевать за Луганскую народную республику. При поддержке настоятеля храма Владимира Зайцева они отправлялись в Донбасс. 11 марта 2015 года, провожая в Луганскую народную республику 49 добровольцев, иерей Владимир сказал, что эти люди едут туда, где «решается судьба России» и что он будет молиться, чтобы они там «били фашистскую мразь, если это потребуется». Затем отец Владимир вручил отряду знамя.
После этого собрался Епархиальный совет, по итогам которого митрополит Кирилл запретил отца Владимира в служении, отправив его на покаяние в екатеринбургский монастырь на Ганиной Яме с воспрещением делать какие-либо публичные заявления. Удаление отца Владимира в монастырь вызвало протест уральских общественников, и уже в начале апреля 2015 года священник был возвращён к прежнему месту служения, пробыв на Ганиной Яме менее двух недель.
В 2016 году в СМИ появилась информация, что Кирилл ездил в Москву, чтобы уговорить занявшую третье место в Свердловской области на предварительном голосовании партии «Единая Россия» актрису Юлию Михалкову снять свою кандидатуру на выборах в Государственную думу Российской Федерации. В итоге Михалкова сняла свою кандидатуру.

## Награды
- Орден Почёта (27 декабря 2010 года) — за достигнутые трудовые успехи и многолетнюю добросовестную работу, активную общественную деятельность[25][26]
- Орден Дружбы (28 декабря 2000 года) — за большой вклад в укрепление гражданского мира и возрождение духовно-нравственных традиций[27]
- Медаль «Память героев Отечества» (Минобороны России, 2018) — за реализацию важных общественных проектов историко-патриотической направленности[28]
- Орден святого равноапостольного великого князя Владимира трёх степеней
- Орден святого преподобного Серафима Саровского I (2010) и II степеней[29]
- Орден преподобного Сергия Радонежского II степени (дважды)
- Орден святого благоверного князя Даниила Московского II степени
- Орден святителя Иннокентия, митрополита Московского и Коломенского I (2021) и II (2016) степени[30][31]
- Орден «Ынталы Қызмет Үшiн» («За усердное служение»), 2021 год, Митрополичий округ в Республике Казахстан
- Орден апостола Андрея Первозванного, 2021 год, УПЦ
- Медаль преподобного Далмата Исетского I степени, 23 марта 2015 года, Курганская епархия[32]
- Орден святого апостола Марка, Александрийская православная церковь